# Esa-Pekka Salonen
Esa-Pekka Salonen (Helsinki, 30 giugno 1958) è un direttore d'orchestra e compositore finlandese, attuale direttore principale della San Francisco Symphony.

## Biografia
Studia presso la Sibelius Academy di Helsinki corno, composizione e direzione d'orchestra (con Jorma Panula), avendo come compagni di classe Jukka-Pekka Saraste e Osmo Vänskä. Si dedica in seguito alla composizione studiando con Franco Donatoni, Niccolò Castiglioni e Einojuhani Rautavaara.

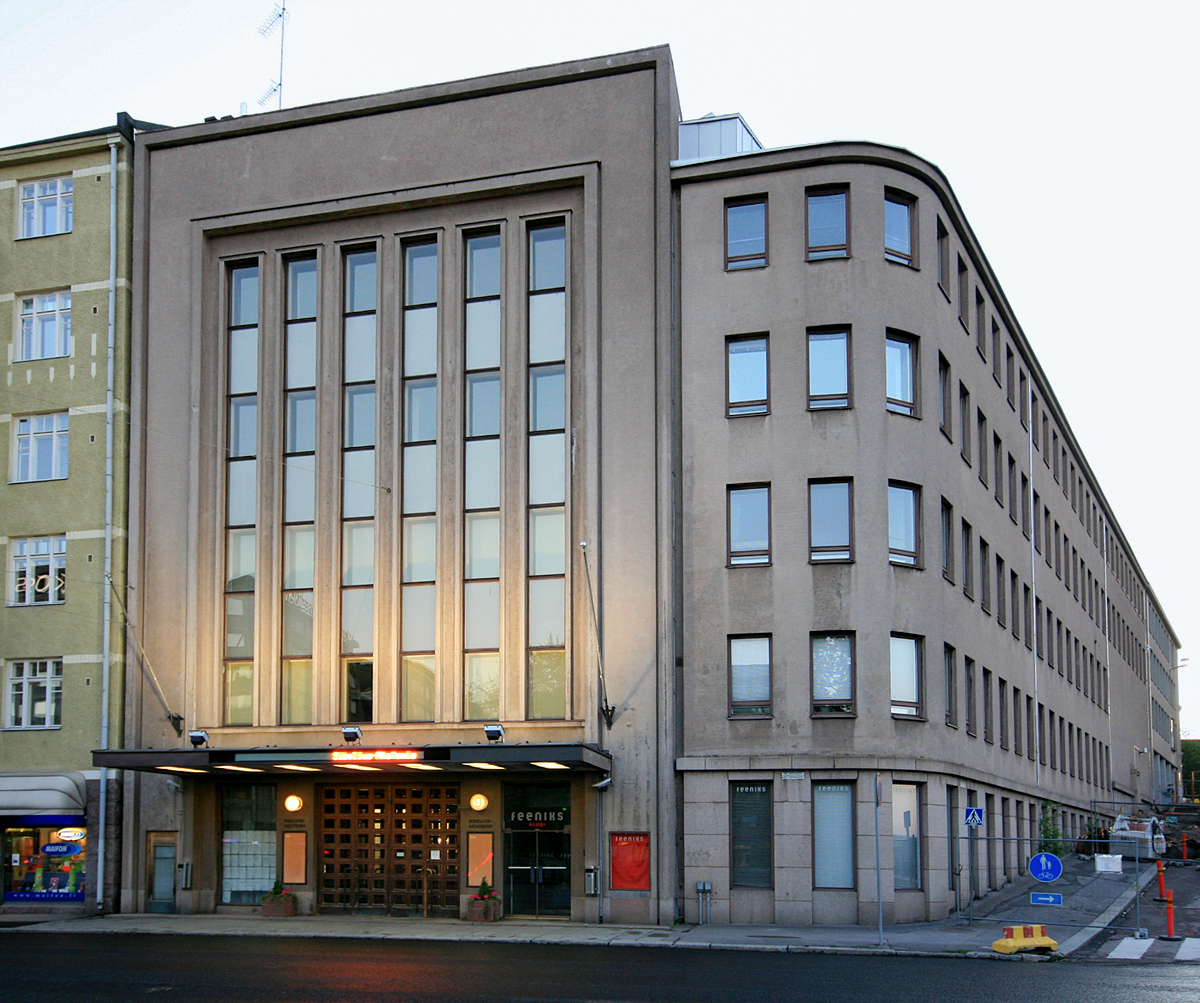
Sibelius Academy di Helsinki dove si è formato

La sua prima esperienza come direttore d'orchestra fu con l'Orchestra Sinfonica della Radio Finlandese nel 1979 con Wozzeck di Berg alla Royal Opera di Stoccolma.
La sua prima performance internazionale è stata nel 1983 con la Philharmonia Orchestra, dirigendo (al posto di Michael Tilson Thomas) la Terza Sinfonia di Gustav Mahler, ricevendo grandi consensi da parte della critica e del pubblico.
Nel 1989 dirige Pelleas et Melisande di Claude Debussy al Maggio Musicale Fiorentino.
Dal 1984 al 1995 fu direttore principale dell'Orchestra Sinfonica della Radio Svedese con la quale si esibisce nel 1988 in trasferta ad Edimburgo con Erwartung di Arnold Schönberg. Nel 1984 dirige la prima esecuzione assoluta radiofonica nella Berwaldhallen della SVT (azienda) di Stoccolma della Sinfonia n. 8 "En Frödungsymfoni" di Sven-Eric Johanson.
Dal 1992 (avendo in precedenza diretto l’orchestra solo in un breve tour nel 1984) è nominato direttore principale della Los Angeles Philharmonic Orchestra, come successore di André Previn. In questa carica verrà sostituito dal novembre 2009 da Gustavo Dudamel. Il suo lavoro con l'orchestra californiana ha portato a dei grandi investimenti nei confronti sia dei musicisti che della Walt Disney Concert Hall, l'auditorium di Los Angeles dove l’orchestra si esibisce, che venne ultimato e acusticamente potenziato.

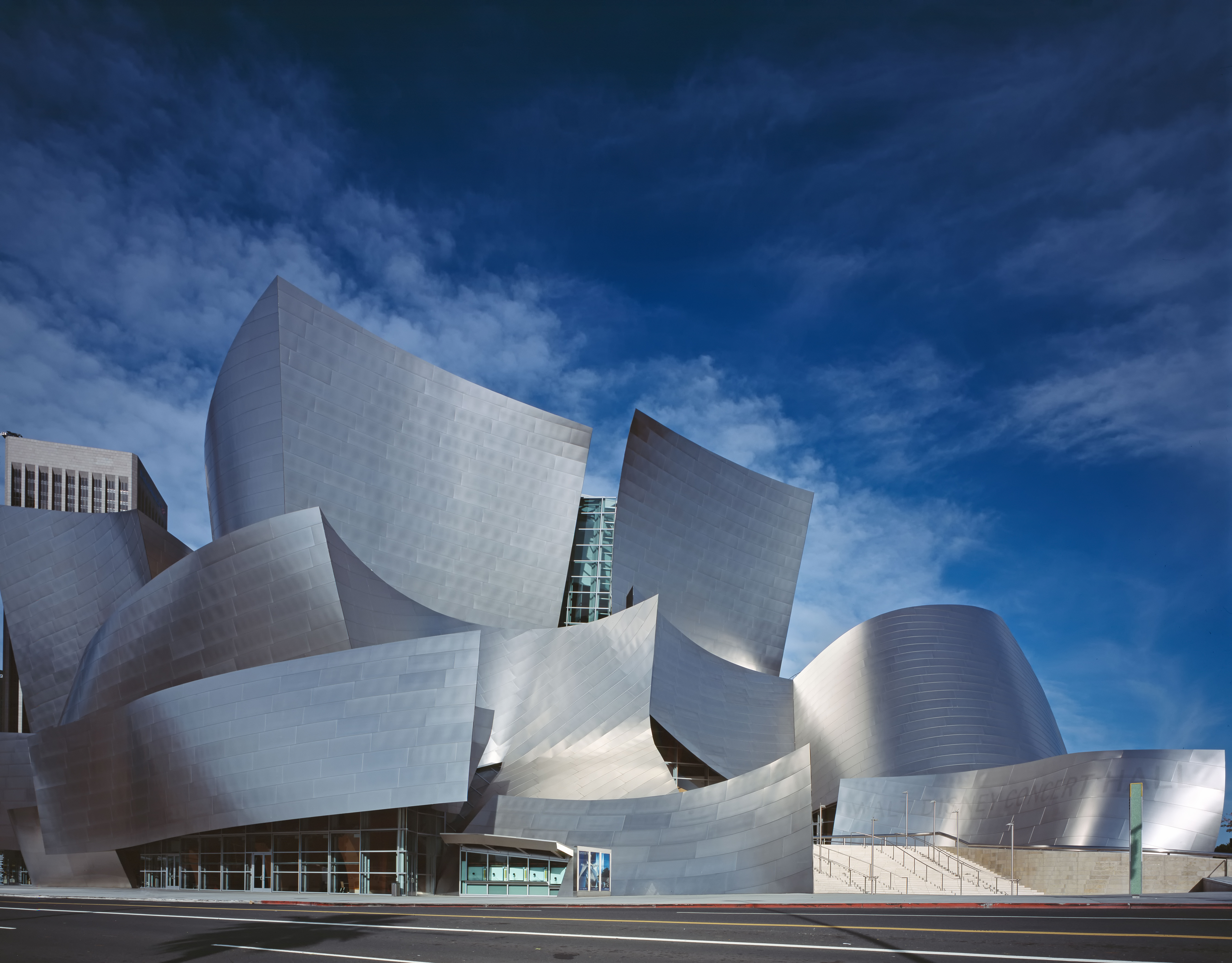
La Walt Disney Concert Hall

Nel 1992 dirige la première di "Kullervo" di Aulis Sallinen nel Dorothy Chandler Pavilion del Music Center di Los Angeles.
A Salisburgo nel 1992 dirige San Francesco d'Assisi (opera) con la Los Angeles Philharmonic Orchestra, Dawn Upshaw, José van Dam e John Aler ed un concerto con Krystian Zimerman ed uno con Barbara Hendricks.
Nel 1993 vince il Premio Internazionale Accademia Musicale Chigiana.
Al Royal Opera House, Covent Garden di Londra nel 1995 dirige Mathis der Maler di Paul Hindemith e nel Music Center Opera di Los Angeles la ripresa di Pelléas et Mélisande (opera).
A Salisburgo nel 1996 dirige un concerto con la Philharmonia Orchestra e nel 1997 Le Grand Macabre di György Ligeti.
All'Opéra National de Paris nel 2005 dirige Tristan und Isolde con Waltraud Meier e nel 2006 la prima assoluta di Adriana Mater di Kaija Saariaho.
A Salisburgo nel 2008 dirige la Sinfonia n. 3 (Mahler) con i Wiener Philharmoniker, nel 2009 dirige un concerto e nel 2011 L'affare Makropulos.
Dal 2008 ad oggi dirige la Philharmonia Orchestra.
Al Metropolitan Opera House di New York debutta nel 2009 con From the House of the Dead di Leoš Janáček.
Al Teatro alla Scala di Milano nel 2010 dirige tre concerti, Z mrtvého domu (Da una casa di morti) di Janáček e la Sinfonia n. 9 (Mahler), nel 2012 un concerto con la Philharmonia Orchestra e nel 2014 Elettra (Strauss) con Evelyn Herlitzius e la Meier trasmessa da Rai 5 e la Sinfonia n. 2 (Beethoven) e la Sinfonia n. 1 (Mahler) con la Filarmonica della Scala.
Nel 2011 dirige Orango di Šostakovič nel Walt Disney Concert Hall.
Nel 2012 dirige Il prigioniero di Luigi Dallapiccola al Southbank Centre di Londra e Tristan und Isolde all'Helsinki Festival.
Nel 2013 al Teatro comunale Luciano Pavarotti di Modena dirige un concerto con la Philharmonia Orchestra ed a Aix-en-Provence Elettra con la Meier.
Per la sua grande capacità espressiva sono state a lui affidate molte prime esecuzioni di opere di compositori contemporanei (Franco Donatoni, Magnus Lindberg, Roberto Carnevale, John Adams, John Corigliano ed altri)

## Prime esecuzioni (selezione)
John Adams
- "Naïve & Sentimental Music," Los Angeles Philharmonic (19 febbraio 1999)
- "The Dharma at Big Sur," Tracy Silverman (violino elettrico), Los Angeles Philharmonic (24 ottobre 2003)

John Corigliano
- “The Red Violin” (colonna sonora), Joshua Bell (violino), Philharmonia Orchestra

Franco Donatoni
- “Esa (in Cauda V),” Los Angeles Philharmonic (16 febbraio 2001)

Anders Hillborg
- “Eleven Gates,” Los Angeles Philharmonic (4 maggio, 2006)

William Kraft
- “The Grand Encounter,” Concerto per corno inglese, Carolyn Hove (corno inglese), Los Angeles Philharmonic (16 gennaio 2003)

Peter Lieberson
- “Neruda Songs,” Lorraine Hunt Lieberson (mezzo-soprano), Los Angeles Philharmonic (20 maggio 2005)

Magnus Lindberg
- “Kraft” per solo ensemble & orchestra, Finnish Radio Orchestra and the TOIMII-ensemble (4 settembre 1985)
- “Campana in Aria” per corno e orchestra, Hans Dullaert (corno), Radio Filharmonisch Orkest Holland (giugno 1998)
- “Fresco” per orchestra, Los Angeles Philharmonic, (1998)
- Cello Concerto, Anssi Karttunen (violoncello), Orchestre de Paris (Maggio 1999)
- “Chorale” per orchestra, Philharmonia Orchestra (2002)
- “Parada” per orchestra, Philharmonia Orchestra (2002)
- “Sculpture” per orchestra, Los Angeles Philharmonic, (6 ottobre 2005)

Steven Mackey
- "Deal" per chitarra elettrica e orchestra, Bill Frisell (guitar), Joey Baron (drums), Los Angeles Philharmonic New Music Group (17 aprile 1995)

Colin Matthews
- Horn Concerto, Richard Watkins (horn), Philharmonia Orchestra (Aprile 2001)

David Newman
- “Tales from 1001 Nights” con una pellicola di Yoshitaka Amano, Los Angeles Philharmonic (30 aprile 1998)

Augusta Read Thomas
- “Canticle Weaving: Trombone Concerto #2,” Ralph Sauer (trombone), Los Angeles Philharmonic (March 29, 2003)

Mark-Anthony Turnage
- “From the Wreckage” for trumpet and orchestra, Håkan Hardenberger (tromba), Helsinki Philharmonic Orchestra (5 settembre 2005)
- “From All Sides,” Chicago Symphony e Hubbard Street Dance Chicago (25 gennaio 2007)

## Composizioni (selezione)
Fra parentesi sono indicati luogo, data e musicisti delle prime esecuzioni assolute. 
- 1980 - Concerto for alto saxophone and orchestra (...auf den ersten blick und ohne zu wissen..., da liriche di Franz Kafka) (Pekka Savijoki, sassofono)
- 1982 - Giro per orchestra (Tampere Philharmonic Orchestra, Finlandia)
- 1982 - Floof (Songs of a Homeostatic Homer) for soprano and chamber ensemble
- 1992 - Mimo II per oboe e orchestra (Jorma Valjakka, oboe, e la Finnish Radio Symphony Orchestra)
- 1996 - LA Variations per orchestra (Los Angeles Philharmonic, Esa-Pekka Salonen; 16 gennaio 2007, Los Angeles)
- 1999 - Five Images after Sappho per soprano e orchestra da camera (Laura Claycomb, soprano; Los Angeles Philharmonic New Music Group, Esa-Pekka Salonen; 4 giugno 1999, Ojai, California)
- 2000 - Dichotomie per piano solo (Gloria Cheng, piano; 4 dicembre 2000, Los Angeles)
- 2000 - Mania (per violoncello e orchestra)
- 2001 - Foreign Bodies (Finish Radio Symphony Orchestra, Jukka-Pekka Saraste; 2001, Schleswig-Holstein Festival)
- 2002 - Insomnia (NHK Symphony Orchestra, Esa-Pekka Salonen; 1º dicembre 2002, Tokyo)
- 2002 - Lachen Verlernt (Laughing Unlearned), ciaccona per violino (Cho-Liang Lin, violino; Estate 2002, La Jolla, California)
- 2004 - Wing on Wing per orchestra e 2 soprani (Los Angeles Philharmonic; Jamie Chamberlin e Hila Plitmann, soprani; 5 giugno 2004)
- 2005 - Helix (World Orchestra for Peace, Valery Gergiev; 29 agosto 2005, Londra)
- 2007 - Piano Concerto (Yefim Bronfman, piano; New York Philharmonic, Esa-Pekka Salonen; 1º febbraio 2007, New York)
- 2009 - Violin Concerto (Leila Josefowicz, violino; Los Angeles Philharmonic Orchestra, Esa-Pekka Salonen; 9 aprile 2007, Los Angeles)

## Discografia
- Adams, Naive and Sentimental Music - Esa-Pekka Salonen/Los Angeles Philharmonic, 2005 Warner
- Bach, Orchestral Arrangements - Esa-Pekka Salonen/Los Angeles Philharmonic, 2000 SONY BMG
- Bartók, Concerto for Orchestra/Music for String Instruments/Percussion and Celesta - Esa-Pekka Salonen/Los Angeles Philharmonic, 1996 SONY BMG
- Bartók, The Three Piano Concertos - Yefim Bronfman/Esa-Pekka Salonen/Los Angeles Philharmonic, 1995 Sony
- Beethoven: Leonore No. 2, Symphony No. 5 - Lutoslawski: Symphony No. 4 - Esa-Pekka Salonen/Los Angeles Philharmonic, 2006 Deutsche Grammophon
- Beethoven: Symphonies Nos. 7 & 8 - Hillborg: Eleven Gates - Esa-Pekka Salonen/Los Angeles Philharmonic, 2006 Deutsche Grammophon
- Corigliano: Il violino rosso - Joshua Bell/Philharmonia Orchestra/Esa-Pekka Salonen, 1998 SONY BMG - Oscar alla migliore colonna sonora 1999
- Debussy, Nocturnes/La Damoiselle Élue/Le Martyre de St. Sebastien - Dawn Upshaw/Esa-Pekka Salonen/Los Angeles Philharmonic/Paula Rasmussen, 1994 SONY BMG
- Dutilleux, Correspondances/Tout un monde lointain/The shadows of time - Salonen/Hannigan/Karttunen, 2012 Deutsche Grammophon
- Falla - Debussy - Ravel (2008/2009 LA 2) - Los Angeles Philharmonic/Esa-Pekka Salonen, Deutsche Grammophon
- Grieg, Conc. pf./Pezzi lirici - Ott/Salonen/Bayer. RSO, 2015/2016 Deutsche Grammophon
- Hindemith Wagner (DG Concerts) - Bryn Terfel/Los Angeles Philharmonic/Esa-Pekka Salonen, 2011 Deutsche Grammophon
- Ligeti, Nonsense Madrigals/Mysteries of the Macabre/Aventures - Esa-Pekka Salonen/Phyllis Bryn-Julson/Rosemary Hardy/The King's Singers, 1996 Sony
- Lutoslawski, Symphonies Nos. 3 & 4/Les espaces du sómmeil - Esa-Pekka Salonen/John Shirley-Quirk/Los Angeles Philharmonic, 1986, 1994 Sony
- Shadow of Stalin - Ligeti: Concerto Romanesc - Husa: Music for Prague - Lutoslawski: Concerto for Orchestra - Los Angeles Philharmonic/Esa-Pekka Salonen, 2006/2007 Deutsche Grammophon
- Messiaen, Des Canyons Aux Étoiles/Oiseaux Exotiques/Couleurs de la Cité Celeste - Esa-Pekka Salonen/Paul Crossley, 1988 SONY BMG
- Pärt, Symphony No. 4 "Los Angeles" - Los Angeles Philharmonic/Esa-Pekka Salonen, 2009 Deutsche Grammophon
- Rachmaninov, Piano Concertos Nos. 2 & 3 - Esa-Pekka Salonen/Philharmonia Orchestra/Yefim Bronfman, 1992 SONY BMG
- Salonen, Out of Nowhere (Conc. per vl./Nix) - Salonen/Josefowicz/Finnish RSO, 2012 Deutsche Grammophon
- Salonen, Wing on Wing/Dichotomie - Esa-Pekka Salonen/The Finnish Radio Symphony Orchestra/Yefim Bronfman, 2005 Deutsche Grammophon
- Salonen, LA Variations - Esa-Pekka Salonen/Los Angeles Philharmonic, 2001 SONY BMG
- Salonen: Helix - Ravel: Piano Concerto for the Left Hand - Prokofiev: Romeo and Juliet Suite - Esa-Pekka Salonen/Los Angeles Philharmonic, 2007 Deutsche Grammophon
- Schoenberg Sibelius, Conc. vl. op. 36/Conc. vl. op. 47 - Hahn/Salonen/Swedish RSO, 2007 Deutsche Grammophon - Miglior interpretazione solista di musica classica con orchestra (Grammy) 2008
- Shostakovich, Orango (Prima reg. mondiale)/Sinf. n. 4 - Salonen/LAPO, 2011 Deutsche Grammophon
- Sibelius, Symphony No. 2 (Live) - Esa-Pekka Salonen/Los Angeles Philharmonic, 2007 Deutsche Grammophon
- Stravinsky, Le sacre du printemps - Esa-Pekka Salonen/Los Angeles Philharmonic, 2012 Deutsche Grammophon
- Stravinsky, The Firebird - Los Angeles Philharmonic/Esa-Pekka Salonen, 2009 Deutsche Grammophon
- Stravinsky, Oedipus Rex - Anne Sofie von Otter/Esa-Pekka Salonen/Swedish Radio Chorus/Swedish Radio Symphony Orchestra, 1992 SONY BMG
- Batiashvili, Shostakovich/Kancheli/Pärt/Rachmaninov - Salonen/Bayer. RSO/Grimaud, 2010 Deutsche Grammophon
- Grimaud, Credo - Esa-Pekka Salonen/Hélène Grimaud/Swedish Radio Symphony Orchestra, 2003 Deutsche Grammophon
- Grimaud, Reflection - Esa-Pekka Salonen/Hélène Grimaud/Staatskapelle Dresden, 2006 Deutsche Grammophon
- Marsalis, All Rise - Wynton Marsalis/Lincoln Center Jazz Orchestra/Los Angeles Philharmonic/Esa-Pekka Salonen, 2002 SONY BMG
- Marsalis, Tomasi: Trumpet Concerto / Jolivet: Trumpet Concerto & Concertino - Philharmonia Orchestra/Esa-Pekka Salonen, 1986 CBS Masterworks
- Tchaicovsky - Borodin - Balakirev: Ouverture 1818, Polovtsian Dances, Islamey. Bavarian Radio Symphony Orchestra & Chorus, 1984 Philips
- The Red Violin - Music from the Motion Picture (Il violino rosso) - Esa-Pekka Salonen/Joshua Bell/Philharmonia Orchestra, 1998 Sony - Oscar alla migliore colonna sonora 1999

## DVD
- Janacek: Vec Makropulos (The Makropulos Affair) (Salzburg Festival, 2011), C Major/Naxos
- Saariaho, L'amour de loin - Salonen/Upshaw/Groop/Finley, 2004 Deutsche Grammophon